# Тейшейра да Силва, Катя Силене
Катя Силене Тейшейра да Силва (порт. Kátia Cilene Teixeira da Silva; 18 февраля 1977, Рио-де-Жанейро), более известная как Катя — бразильская футболистка, нападающая. Выступала за сборную Бразилии.

## Биография
В юности помимо футбола занималась лёгкой атлетикой. В 1992—1995 годах неоднократно участвовала в юношеских чемпионатах Южной Америки в дисциплине современное пятиборье, становилась победительницей и призёром. Во взрослых соревнованиях лучший результат — пятое место на чемпионате Южной Америки. Шестикратная рекордсменка Бразилии.

### Клубная карьера
В футболе в начале карьеры выступала за бразильские клубы «Васко да Гама», «Саад», «Сан-Паулу». В составе «Сан-Паулу» за четыре сезона забила около 230 голов, неоднократно была лучшим бомбардиром соревнований — чемпионата штата Сан-Паулу 1997 (35 голов), 1998 (42 гола) и 1999 (48 голов), чемпионата Бразилии 1997 (18 голов), 1998 (36 голов) и 1999/2000 (19 голов). Чемпионка Бразилии 1997 года.
С 2001 года выступала в новосозданной американской лиге WUSA за «Сан-Хосе Киберрейз». В первом сезоне её команда заняла второе место в регулярном сезоне и одержала победу в плей-офф, а спортсменка с 7 голами вошла в топ-10 лучших бомбардиров. В 2002 году с 15 голами слала лучшим бомбардиром сезона, однако команда выступила неудачно и не попала в плей-офф. По итогам сезона 2002 года получила американскую награду ESPY Award как лучшая футболистка года. После расформирования лиги в конце 2003 года вернулась на родину.
С 2005 года несколько лет выступала в Европе. В феврале 2005 года перешла в состав аутсайдера чемпионата Испании «Эстудиантес Уэльва». В июне того же года перешла в одну из сильнейших испанских команд «Леванте», стала обладателем Кубка Королевы 2005 года и третьим призёром чемпионата Испании 2005/06.
В начале 2007 года перешла во французский «Олимпик Лион», провела в команде три с половиной сезона, сыграв 58 матчей и забив 57 голов в чемпионате Франции. Неоднократная чемпионка (2007, 2008, 2009, 2010) и обладательница Кубка Франции (2008). Лучший бомбардир чемпионата 2008/09 (27 голов). Финалистка Лиги чемпионов 2010 года. В сезоне 2010/11 играла за другой французский клуб, «Пари Сен-Жермен», стала вице-чемпионкой Франции.
В сезоне 2011/12 выступала за российский клуб «Зоркий» (Красногорск), стала вице-чемпионкой России. Затем выступала за шведский «Сундсвалль» и бразильские «Васко да Гама» и «Ботафого».

### Карьера в сборной
С 1995 года выступала за национальную сборную Бразилии.
Участница четырёх финальных турниров чемпионата мира. На чемпионате мира 1995 года во всех матчах оставалась в запасе, а её команда не вышла из группы. В 1999 году стала бронзовым призёром (6 матчей, 2 гола). В 2003 году стала четвертьфиналисткой (4 матча, 4 гола). На чемпионате 2007 года, где бразильянки стали вице-чемпионками, дважды выходила на замены в концовках матчей, в том числе в финале против Германии (0:2).
Принимала участие в двух Олимпийских турнирах, в 1996 (1 гол) и 2000 (2 гола) годах, на обоих Бразилия занимала четвёртое место. Пропустила Олимпиаду 2004 года из-за травмы колена.
Победительница чемпионата Южной Америки 1998 года (4 гола) и 2003 года (второе место среди бомбардиров — 6 голов, из них 5 в игре против Колумбии), Панамериканских игр 2007 года. Финалистка и лучший бомбардир (8 голов) Золотого кубка КОНКАКАФ 2000 года, в матче против Тринидада и Тобаго (11:0) забила 6 голов.
Дважды номинировалась на звание лучшего игрока года ФИФА среди женщин (2002, 2003).
В 2011 году принимала участие в футбольном турнире Всемирных военных игр, проходившем в Бразилии, стала победительницей и лучшим бомбардиром (9 голов).